# Подолец (Костромская область)
Подолец — деревня в Костромском районе Костромской области. Входит в состав Минского сельского поселения.

## География
Находится в юго-западной части Костромской области на расстоянии приблизительно 7 км на юг-юго-восток по прямой от железнодорожной станции Кострома-Новая на левом берегу Волги.

## История
В 1872 году здесь было учтено 22 двора, в 1907 году здесь отмечено было 44 двора.

## Население
Постоянное население составляло 152 человека (1872 год), 234 (1897), 284 (1907), 42 (1980), 47 в 2002 году (русские 100%), 103 в 2022.